# Dürsittert
Dürrsittert ist ein Weiler der Ortsgemeinden Lünebach und Matzerath im Eifelkreis Bitburg-Prüm in Rheinland-Pfalz.

## Geographische Lage
Dürsittert liegt auf den Gemarkungen der beiden Ortsgemeinden Lünebach und Matzerath. Der westliche Teil des Weilers gehört zu Lünebach in der Verbandsgemeinde Arzfeld und der östliche Teil zu Matzerath in der Verbandsgemeinde Prüm. Der Weiler befindet sich auf einer Hochebene und ist gleichermaßen von Waldbestand und landwirtschaftlichen Nutzflächen umgeben. Westlich von Dürsittert fließt der Lünebach.

## Geschichte
Zur genauen Entstehungsgeschichte des Weilers liegen keine Angaben vor.
Es ist jedoch von einer frühen Besiedelung des Areals auszugehen, was durch den Fund von römischen Brandgräbern südlich des Weilers am nördlichen Ende der Gemarkung von Lierfeld belegt werden konnte. Hierbei handelte es sich um Brandgrubengräber und Plattenkisten mit wenigen Beigaben, die bei Feldarbeiten zerstört wurden. Die beobachtete Keramik wurde dem 1. und 2. Jahrhundert n. Chr. zugeordnet. Archäologisch nennenswert ist zudem der Fund eines ehemaligen Kalkofens östlich von Dürsittert. Dieser wurde auf die Zeit um 1843 datiert.

## Naherholung
Die Region um Dürsittert eignet sich vor allem zum Wandern. Nach Dürsittert führen die Runde von Lierfeld mit einer Länge von rund 8 km sowie die Runde von Matzerath mit einer Länge von rund 10 km.

## Wirtschaft und Infrastruktur

### Unternehmen
Im Weiler werden zwei Ferienunterkünfte betrieben. Zudem ist ein Bildhauer ansässig.

### Verkehr
Es existiert eine regelmäßige Busverbindung.
Dürsittert ist durch eine Gemeindestraße erschlossen. Westlich des Weilers verläuft die Kreisstraße 119 und östlich die Kreisstraße 121.